# Autobahndreieck München-Feldmoching
Das Autobahndreieck München-Feldmoching (Abkürzung: AD München-Feldmoching; Kurzform Dreieck München-Feldmoching) ist ein in Trompetenform angelegtes Autobahndreieck im Norden der bayrischen Landeshauptstadt München. Es verbindet die Bundesautobahnen 92 (München–Landshut–Deggendorf) und 99 (Autobahnring München) miteinander.

## Geographie
Das Dreieck befindet sich größtenteils im Stadtbezirk 24 Feldmoching-Hasenbergl von München, Teile der Verbindungsrampen und der Verteilerfahrbahnen liegen allerdings in der nördlich angrenzenden Gemeinde Oberschleißheim. Somit liegt das Autobahndreieck an der Grenze zwischen der kreisfreien Stadt München und dem Landkreis München, der von drei Seiten an die Stadt angrenzt. Dabei befindet es sich ca. 10 km vom Stadtzentrum Münchens entfernt, während die Entfernung nach Landshut ca. 57 km und die nach Deggendorf ca. 125 km beträgt. Diese Städte werden durch die hier beginnende A 92 angebunden. Nahegelegene bedeutendere Städte, die nicht direkt an einer der beiden sich im Dreieck treffenden Straßen liegen, sind zudem Augsburg (ca. 50 km), Ingolstadt (ca. 60 km) und Regensburg (ca. 95 km). Sie lassen sich über weitere Autobahnen wie die A 8, A 9 und A 93 erreichen.
Das Dreieck stellt des Weiteren den Treffpunkt der Europastraßen E 52 und E 53 dar. Erstere verbindet die Städte Straßburg und Salzburg und verläuft weitgehend über die A 8, wobei im Stadtgebiet München wegen ihrer Unterbrechung auf die A 99 ausgewichen wird. Letztere hingegen beginnt am Dreieck selbst und folgt der A 92 von Anfang bis Ende, führt aber nach deren Ende in Deggendorf weiter über die tschechische Grenze nach Pilsen.
Das Autobahndreieck trägt auf der A 92 die Nummer 1, während es auf der A 99 die Nummer 11 trägt.

## Bauform und Ausbauzustand
Die A 99 und deren Verbindungsrampen von Osten Richtung A 92 überqueren die Bahnstrecke München–Regensburg.
Die Verbindungsrampen der A 99 aus Westen in Richtung A 92 und die A 92 selbst überqueren die Staatsstraße 2342.

## Anschlussstellen und Fahrbeziehungen
|                                                                                      | (2) Oberschleißheim nach Landshut über Richtung Nürnberg |                                                                               |
| (10) München-Ludwigsfeld Münchener Autobahnring über Richtung Augsburg und Stuttgart |                                                          | (12a) München-Neuherberg Autobahnring München über Richtung Salzburg und Wien |

## Verkehrsaufkommen
Die Bundesanstalt für Straßenwesen ermittelte in manuellen Verkehrszählungen in den Jahren 2005, 2010 und 2015 folgende Fahrzeugaufkommen:
| Von                    | Nach                          | Durchschnittliche tägliche Fahrzeugzahl | Durchschnittliche tägliche Fahrzeugzahl | Durchschnittliche tägliche Fahrzeugzahl | Anteil Schwerlastverkehr | Anteil Schwerlastverkehr | Anteil Schwerlastverkehr |
| Von                    | Nach                          | 2005                                    | 2010                                    | 2015                                    | 2005                     | 2010                     | 2015                     |
| ---------------------- | ----------------------------- | --------------------------------------- | --------------------------------------- | --------------------------------------- | ------------------------ | ------------------------ | ------------------------ |
| AD München-Feldmoching | AS Oberschleißheim (A 92)     | 53.000                                  | 053.600                                 | 059.000                                 | k. A.                    | 9,0 %                    | 9,0 %                    |
| AD München-Feldmoching | AS München-Ludwigsfeld (A 99) | 91.100                                  | 112.400                                 | 117.500                                 | 11,1 %                   | 14,6 %                   | 12,1 %                   |
| AD München-Feldmoching | AS München-Neuherberg (A 99)  | 80.000                                  | 071.100                                 | 080.600                                 | k. A.                    | 12,6 %                   | 14,9 %                   |

Diesen Daten zufolge gehörte der Abschnitt der A 99 westlich des Autobahndreiecks 2010 nach einigen weiteren Abschnitten dieser Autobahn und einigen Abschnitten der A 9 nördlich von München der neuntmeistbefahrene Autobahnabschnitt Bayerns. Dieser Abschnitt ist des Weiteren der einzige in der näheren Umgebung des Dreiecks, auf dem die Verkehrszahlen gegenüber 2005 merklich zugenommen haben.